# アンチョール

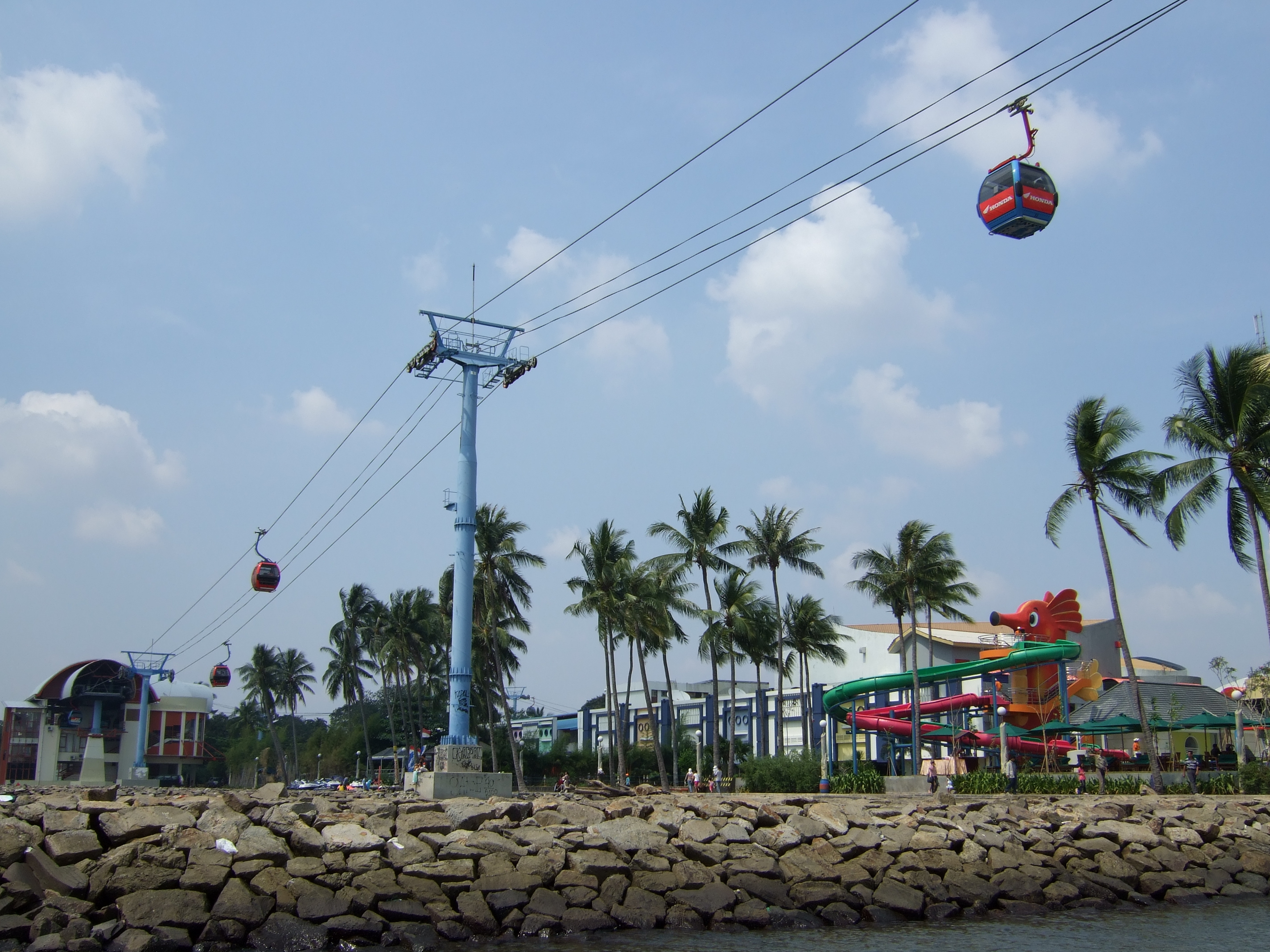

アンチョール・ジャカルタ・ベイシティ(Ancol Jakarta Bay City)は、インドネシアのジャカルタにある遊園地、ゴルフ場、ボウリング場、リゾートホテル、プール、水族館などが一体になったテーマパークや高級住宅が建ち並ぶ地区である。アンチョール海岸のマリナ・ヨットハーバーからジャカルタ湾にあるリゾートアイランド（プロウ・スリブ）行きの高速船が出る。運営は、PT. プンバングナン・ジャヤ・アンチョール, Tbk.。
2006年までの正式名称はインピアン・ジャヤ・アンチョール公園（Taman Impian Jaya Ancol）。現地の人々は、このテーマパークを「アンチョール」と呼ぶ。

## 概要
数々の施設があるが、ゴルフ場 (Executive Golf Fun)、シーワールド、ドゥニア・ファンタジー遊園地（Dunia Fantasi)、グランガン・サムドラ水族館 (Gelanggang Samudra)、アトランティス・ウォーター・アドベンチャー・プールテーマパーク (Atlantis Water Adventures)などが特に人気がある。その他、インドネシアの伝統的な木彫り、革製品、バティック、絵画、民芸品などを展示するアートギャラリーパサー・スニ（Pasar Seni)があり、ステージではインドネシア民族音楽の他に様々のジャンルの音楽ライブが開催され、週末・休日にはカップルや子ども連れの家族がよく集まる場所。グランガン・サムドラ水族館は2006年に改築され、イルカやアシカのショーやバードパーク、東南アジア最大級4-D映画館がある。
ジャカルタ湾を眺望するプトゥリドゥユン・コテージ、メルキュレーホテル 、ラディン・アンチョールなどのリゾートホテルがある。カーニバルビーチ（Pantai Carnival）とフェスティバルビーチ（Pantai Festival）では様々なイベントが行われ、家族連れの遊び、夜にはカップルで賑わう場所である。大晦日にはカウントダウン・イベントやダンドゥットライブや花火大会が開催される。
フライドチキンやミバソなどのファーストフード店、ジンバラン（バリ料理）、シンパン・ラヤ（パダン料理）などのレストランがある。その中でも特にバンダル・ジャカルタ・インサイド・シーフードレストランは魚市場のような雰囲気で、生簀から、自分で選んだ魚介類を調理してくれる事で知られている。
アンチョール地区の入場料はRp.10,000（子ども・大人）で、車、バイク、施設の入場料は別。総面積552ヘクタール、東南アジアの最大リゾート地区であり、地区内の移動方法は車、タクシー、ケーブルカーがある。

## 施設
- 娯楽
  - ゴルフ場 (Executive Golf Fun)
  - ドゥニア・ファンタジー遊園地　(Dunia Fantasi)
  - アトランティス・ウォーター・アドベンチャープール
  - カーニバルビーチ
  - フェスティバルビーチ
  - グランガン・サムドラ水族館 (Gelanggang Samudra)
  - シーワールド水族館
  - ケーブルカー（Gondola)
  - アイス・ワールド（Ice World) 氷の世界を体験
  - マリナ・ヨットハーバー（Marina Ancol）
  - ボウリング場
- リゾートホテル
  - プトゥリ・ドゥユン・コテージ （Putri Duyung Cottage)
  - メルキュレーホテル (Mercure Hotel)
  - ラディン・アンチョールホテル (Raddin Ancol)
- マンション・住宅地
  - プリ・ジンバラン
  - プリ・ヌサ
  - プリ・マリナレジデンス

## 沿革
- 18世紀 - アンチョールにオランダ東インド総督のアドリアン・バルクニアーの別荘が構築された。別荘周辺の海岸はジャカルタ市民の娯楽ビーチになった。
- 1940年代～1960年初頭 - 第二次世界大戦中にチリウン川の氾濫により、アンチョールはなんども洪水の被害を受け、きれいな海岸が恐ろしい場所となり、ジャカルタ市民の間でアンチョールは「鬼が子どもを捨てる場所」と言われるようになった。
- 1965年 - スカルノ大統領はアンチョール工業地帯にする提案を拒否し、代わりにリゾート地区の構築を命じた。dr.スマルノジャカルタ知事、がインピアン・ジャヤ・アンチョール公園のプロジェックトリーダーに選ばれたが、次のアリ・サディキンジャカルタ知事がプロジェックトを開始し、アンチョールリゾート地区の開発が始まった。
- 1966年 - ジャカルタ特別市政府がアンチョール地区の開発と運営をPT. プンバングナン・ジャヤ・アンチョールに委託した。
- 1970年 - ドライブインシアターが完成。観光地としてアンチョールが注目された。
- 1985年 - ドゥニア・ファンタジー遊園地ステージⅠの建築が始まった。
- 1992年 - ジャカルタ特別市がPT. プンバングナン・ジャヤ・アンチョール, Tbk.の大株主になった（80%）。
- 2004年 - 同社の株式がジャカルタ証券取引所に上場された。